# Cagiva 125 Mito
La Mito est un modèle de motocyclette du constructeur italien Cagiva.
La Mito apparait à la fin de l'année 1989, pour remplacer la 125 Freccia. Le moteur, issu de la Freccia est un monocylindre deux temps, couplé à une boîte à sept rapports.
Le cadre est également extrapolé de la Freccia. C'est un cadre périmétrique, non plus en acier mais en aluminium.
Une version dépourvue de carénage, ainsi qu'une compétition monomarque voient parallèlement le jour.
Les suspensions sont de marque Marzocchi et les jantes proviennent du catalogue Grimeca. La Mito sans carénage est chaussée de pneus Pirelli ou Michelin, tandis que la Mito carénée n'utilise que des Michelin. Les deux modèles de Mito sont annoncées pour 117 et 121 kg à sec.
En 1991, Cagiva propose la Mito Racing, reprenant la décoration du sponsor officiel de Cagiva, le cigarettier Lucky Strike. Le taux de compression passe de 6,3 à 7,6:1.
En 1993, la Mito II apparaît et apporte quelques modifications. Le diamètre de la fourche, désormais réglable, passe à 40 mm. Le frein arrière adopte un étrier Brembo à quatre pistons.
En 1994, la Mito III remplace la Mito II. Le design est l'œuvre de Massimo Tamburini et reprend celui de la Ducati 916.
Les freins ont des étriers Brembo série "or" à quatre pistons à l'avant et à deux pistons à l'arrière avec des disques de 320 mm à l'avant ou 230 mm de diamètre à l'arrière.
La distribution est revue et permet à la puissance de grimper à 36 chevaux.
La fourche télescopique inversée est issue du catalogue Marzocchi et les jantes sont des Grimeca à 3 branches.
La Mito III prend le nom de Mito EV (pour evolucion, évolution) mais n'est pas modifiée techniquement. Elle est déclinée en coloris rouge et jaune, avec un bas de carénage gris anthracite. Les autocollants sont de couleur bronze sur le corps de selle et gris métalisé en bas du carénage. Sur celui du réservoir il est marqué « MITO The Road Burn ».
Deux séries spéciales SP (Sport Production), Lawson et Lucky Explorer, rappellent les succès de Cagiva en GP500 et au Paris-Dakar. Elles ne diffèrent de la version standard que par leur décoration.
La Mito EV SP95 est un modèle spécial prévu à la base pour la compétition, mais qui sera également homologué pour la route en subissant de légères modifications (optiques, rétroviseurs, brides à l'échappement...). Son moteur comporte des pièces de compétition (culasse, cylindre, piston et échappement). La puissance dépasse alors les 40 chevaux, ce qui en fait la Mito la plus puissante de série, mais aussi la plus rare.
En 1998, le coloris des carénages change ainsi que les autocollants Mito qui deviennent noirs sur le corps de selle. Il y a un modèle rouge avec des plaques à numéro blanches et un modèle jaune et blanc.
En 1999, les autocollants argentés apparaissent.

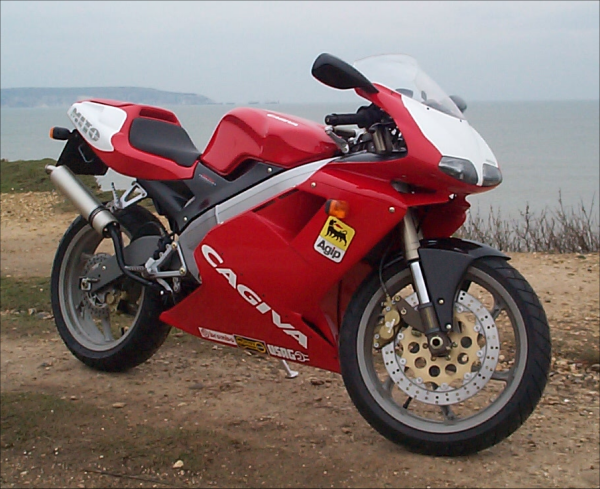
Mito EV 2001

En 2000, la boîte de vitesses est ramenée à six rapports, le carburateur passe à 28 mm, la boîte à air est modifiée ainsi que le boitier d'allumage et l'échappement. Le silencieux en fibre de carbone laisse place à un modèle en aluminium et les jantes deviennent des modèles à six bâtons.
Un modèle gris anthracite s'ajoute aux coloris.
En 2005, les coloris changent, les plaques à numéros blanches disparaissent pour des modèles unis, déclinés en rouge, en jaune et en gris anthracite.
En 2006, Cagiva commercialise la Mito SP 525. L'esthétique est reprise de la C594 qui courait en Grand Prix 500 cm³.
Le moteur est retravaillé pour donner 37 chevaux. Les roues sont en aluminium forgé.
Non homologuée pour la route, elle permet de s'inscrire pour courir en Sport Production.
En 2007, la Mito s'offre une nouvelle robe. Elle se décline désormais en noire brillant avec des plaques à numéro blanches et des jantes dorées. Le modèle rouge est toujours présent tandis que le jaune sort du catalogue.

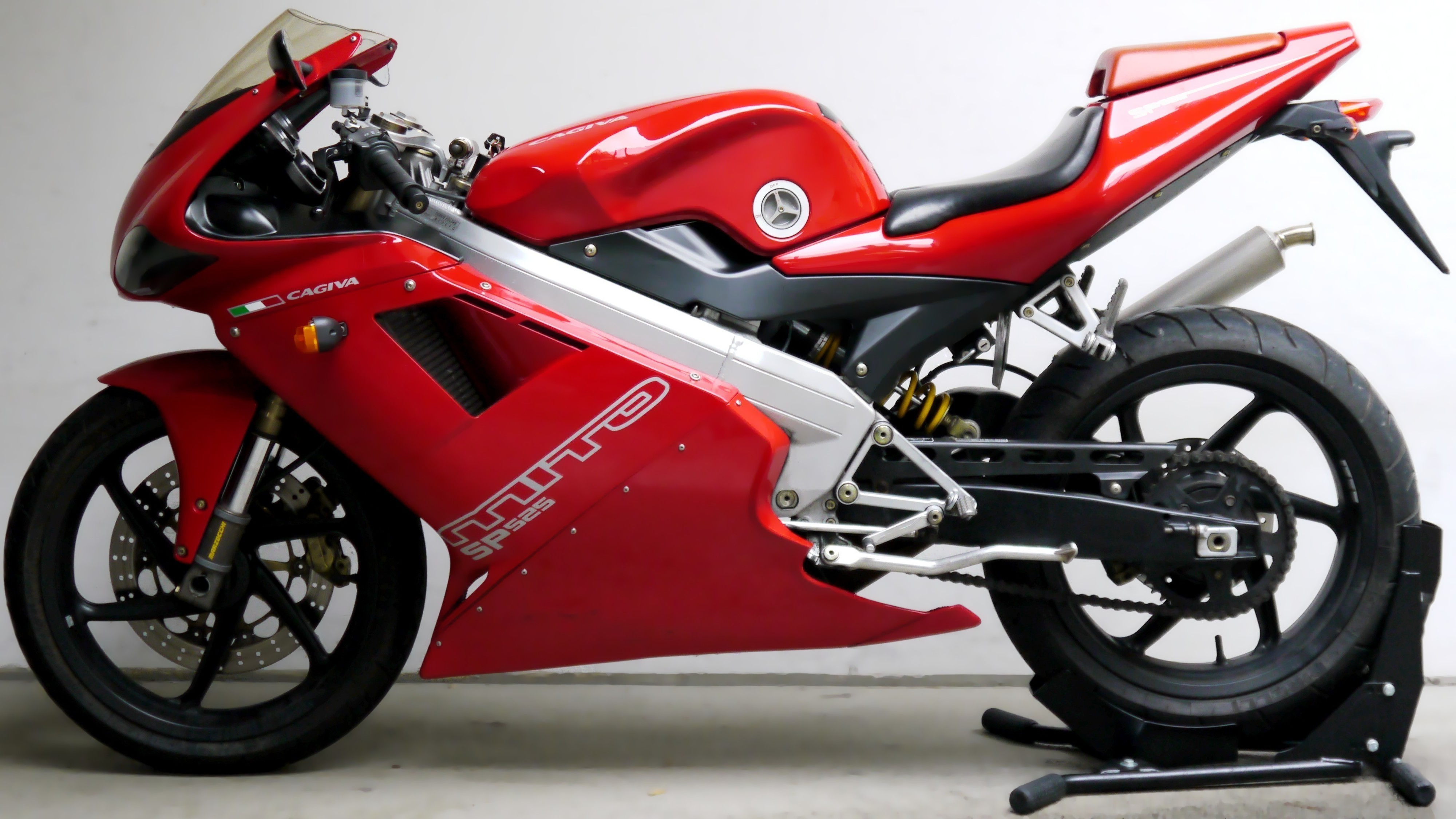
Cagiva Mito SP525

Le 27 février de la même année, l'importateur malais, Mofaz Motosikal Sdn Bhd, annonce la sortie de la 125 Mito Momos. Cette machine se base sur la Mito SP 525 dont elle reprend la carrosserie en y ajoutant tout l'équipement pour circuler sur route. Cette machine, limitée à 300 exemplaires et réservée au marché local, est disponible en noir mat ou rouge pour 19 244,50 MYR (soit environ 6 000 €). Cette machine est destinée à préparer la remplaçante de la Mito.
La version officielle est présentée lors du salon de Milan en novembre.
Pour l'anecdote, Valentino Rossi a gagné le titre en Sports Production italien en 1994 sur une Mito.